# Henry Meja
Henry Atola Meja, född 21 december 2001 i Kakamega, Kenya, är en kenyansk fotbollsspelare som spelar för AFC Eskilstuna i Division 1, på lån från AIK.

## Klubblagskarriär

### Tusker
I januari 2020 skrev Meja på för Tusker FC, som höll till i den kenyanska högstaligan, FKF Premier League. Han gjorde sitt första mål för klubben den 13 december 2020 mot Gor Mahia då han kom in som avbytare och gjorde det avgörande 2–1-målet i den 77:e matchminuten som gav Tusker vinsten. Han utsågs sedan till FKF Premier League och Tuskers månadens spelare för januari 2021 efter att sammanlagt gjort fyra mål och en assist under månadens gång.
I mars 2021 rapporterades det av lokala medier att Mejas framsteg följdes av Zamalek från egyptiska Premier League och tanzanianska klubben Simba.
Säsongen 2020/21 stod Meja för 11 ligamål på nio matcher, varav det sista betydde 2–0 i den avslutande omgången mot Bidco United, ett mål som innebar att Tusker säkrade den kenyanska ligatiteln för första gången sedan 2016. I och med sina 11 fullträffar slutade Meja på en sjätteplats i skytteligan och kom att blev klubbens interna skyttekung. 

### AIK
Den 3 september 2021 skrev Meja på ett långtidskontrakt med AIK, ett kontrakt som gjorde honom bunden till klubben fram till och med den 1 september 2026.
Meja gjorde sin debut för klubben den 27 februari 2022 i en cup-match mot Eskilsminne IF i Helsingsborg, där han även kom att göra lagets sista mål i matchen som slutade med en 4–0-vinst till AIK.

#### Lån till Norrby och AFC Eskilstuna
I januari 2023 lånades Meja ut till Norrby IF på ett säsongslån där han kom att göra fyra mål på 13 ligamatcher. Meja återvände till AIK efter säsongen, men den 18 mars 2024 meddelade klubben att Meja återigen lånades ut, men denna gång till AFC Eskilstuna på ett säsongslån. Meja noterade för fem mål och fem assister på sina 28 ligaframträdanden för klubben den första säsongen. Den 27 januari 2025 meddelade AIK att klubben förlängt låneavtalet med AFC Eskilstuna gällande Meja över säsongen 2025.

## Landslagskarriär
I februari 2021 blev Meja för första gången uttagen i Kenyas A-landslag av förbundskaptenen Jacob Mulees. Debuten skedde på Venue Nyayo National Stadium i Nairobi den 15 mars 2021 då Kenya tog emot Tanzania i en träningslandskamp. Meja blev inbytt mot Lawrence Juma i den 70:e matchminuten i matchen som Kenya vann med 2–1.

## Statistik

### Klubblagsstatistik
| Klubb                                                   | Säsong            | Inhemsk liga          | Inhemsk liga | Inhemsk liga | Nat. täv. | Nat. täv. | Internat. täv. | Internat. täv. | Totalt | Totalt |
| Klubb                                                   | Säsong            | Serie                 | SM           | Mål          | SM        | Mål       | SM             | Mål            | SM     | Mål    |
| ------------------------------------------------------- | ----------------- | --------------------- | ------------ | ------------ | --------- | --------- | -------------- | -------------- | ------ | ------ |
| Tusker FC                                               | 2020/21           | Kenyan Premier League | 9            | 11           | 0         | 0         | 0              | 0              | 9      | 11     |
| Tusker FC                                               | Totalt i klubblag | Totalt i klubblag     | 9            | 11           | 0         | 0         | 0              | 0              | 9      | 11     |
| AIK                                                     | 2021              | Allsvenskan           | 0            | 0            | 2         | 1         | 0              | 0              | 2      | 1      |
| AIK                                                     | 2022              | Allsvenskan           | 3            | 0            | 1         | 0         | 0              | 0              | 4      | 0      |
| AIK                                                     | Totalt i klubblag | Totalt i klubblag     | 3            | 0            | 3         | 1         | 0              | 0              | 6      | 1      |
| Norrby IF (lån)                                         | 2023              | Division 1            | 13           | 4            | 3         | 1         | 0              | 0              | 16     | 5      |
| Norrby IF (lån)                                         | Totalt i klubblag | Totalt i klubblag     | 13           | 4            | 3         | 1         | 0              | 0              | 16     | 5      |
| AFC Eskilstuna (lån)                                    | 2024              | Division 1            | 28           | 5            | 0         | 0         | 0              | 0              | 28     | 5      |
| AFC Eskilstuna (lån)                                    | 2025              | Division 1            | 14           | 1            | 0         | 0         | 0              | 0              | 14     | 1      |
| AFC Eskilstuna (lån)                                    | Totalt i klubblag | Totalt i klubblag     | 42           | 6            | 0         | 0         | 0              | 0              | 42     | 6      |
| Antal matcher och mål är korrekt per den 7 augusti 2025 |                   |                       |              |              |           |           |                |                |        |        |

### Landslagsstatistik
| Kenyas landslag |         |     |
| År              | Matcher | Mål |
| 2021            | 5       | 0   |
| Totalt          | 5       | 0   |

## Meriter

### Klubblag

#### Tusker FC
Kenyan Premier League: 2020/21

### Individuellt
Kenyan Premier League Månaden Spelare: Januari 2021 